# Luise Malzahn
Luise Malzahn (Halle, 9 de junio de 1990) es una deportista alemana que compite en judo. Su hermana Claudia compitió en el mismo deporte.
Ganó una medalla de bronce en el Campeonato Mundial de Judo de 2015 y cuatro medallas en el Campeonato Europeo de Judo entre los años 2011 y 2020. En los Juegos Europeos de Bakú 2015 consiguió dos medallas de plata (–78 kg y equipo).
Participó en los Juegos Olímpicos de Río de Janeiro 2016, ocupando el quinto lugar en la categoría de –78 kg.

## Palmarés internacional
| Campeonato Mundial | Campeonato Mundial      | Campeonato Mundial | Campeonato Mundial |
| Año                | Lugar                   | Medalla            | Categoría          |
| ------------------ | ----------------------- | ------------------ | ------------------ |
| 2015               | Astaná (Kazajistán)     | Medalla de bronce  | –78 kg             |
| Juegos Europeos    |                         |                    |                    |
| Año                | Lugar                   | Medalla            | Categoría          |
| 2015               | Bakú (Azerbaiyán)       | Medalla de plata   | –78 kg             |
| 2015               | Bakú (Azerbaiyán)       | Medalla de plata   | Equipo             |
| Campeonato Europeo |                         |                    |                    |
| Año                | Lugar                   | Medalla            | Categoría          |
| 2011               | Estambul (Turquía)      | Medalla de bronce  | –78 kg             |
| 2015               | Bakú (Azerbaiyán)       | Medalla de plata   | –78 kg             |
| 2016               | Kazán (Rusia)           | Medalla de bronce  | –78 kg             |
| 2020               | Praga (República Checa) | Medalla de plata   | –78 kg             |